# Estat de Turíngia
|  | No confondre amb l'actual Estat Lliure de Turíngia |

L'Estat de Turíngia (Land Thüringen) és una antic estat alemany entre 1920 i 1952, que va existir durant la República de Weimar (1920-1933), sota el Règim nazi (1933-1945), a la zona d'ocupació soviètica (1945-1949) i, finalment, durant la República Democràtica Alemanya (1949-1952).

## Història

Territori de l'estat al 1920

L'estat de Turíngia va ser creada per una llei federal del 30 de març de 1920 i va entrar en vigor l'1 de maig següent.
Al moment de la seva creació, l'estat de Turíngia va cobrir els territoris dels antics "estats de Turíngia" (Thüringische Staaten):
- Els estats creats a partir dels antics ducats ernestins:
  - L'Estat Lliure de Saxònia-Weimar-Eisenach successor del Gran Ducat de Saxònia
  - L'Estat Lliure de Saxònia-Altenburg successor del Ducat de Saxònia-Altenburg
  - L'Estat Lliure de Saxònia-Gotha successor del Ducat de Saxònia-Gotha (part del Ducat de Saxònia-Coburg i Gotha)
  - L'Estat Lliure de Saxònia-Meiningen successor del Ducat de Saxònia-Meiningen

- L'estat creat a partir dels antics principats de Reuss
  - L'Estat Popular de Reuss successor del Principat de Reuss-Greiz i del Principat de Reuss-Gera

- Els estats creats a partir dels antics principats de Schwarzburg
  - L'Estat Lliure de Schwarzburg-Rudolstadt successor del Principat de Schwarzburg-Rudolstadt
  - L'Estat Lliure de Schwarzburg-Sondershausen successor del Principat de Schwarzburg-Sondershausen

Estat Lliure de Coburg, successor del Ducat de Saxònia-Coburg (part del Ducat de Saxònia-Coburg i Gotha) enlloc d'incorporar-se a Turíngia, es va unir a Baviera.
La integració d'àrees de l'Estat Lliure de Prússia a Turíngia no va poder realitzar-se malgrat els diversos esforços. A les regions de Turíngia i nord de Francònia, es va acabar l'era de gran fragmentació territorial que havia durant un segle. La capital de l'estat va ser Weimar, la ciutat més gran de Gera.
El nou estat tenia una àrea inicial de 11.763 km² El primer escut d'armes tenia set estrelles sobre fons vermell, que simbolitzava als antics Estats lliures. La constitució de l'estat de Turíngia va ser adoptada l'11 de març de 1921.
A Turíngia, el període de la República de Weimar, es va caracteritzar per una agitació política. A l'octubre de 1923, els socialdemòcrates van formar un govern amb August Frölich juntament amb el KPD. No obstant això, el "govern obrer" es va trencar una mica més tard, després de la invasió del Reichswehr a causa de les principals diferències polítiques.
De gener de 1930 a abril de 1931, va haver-hi el primer govern nacionalsocialista a Alemanya, a l'estat de Turíngia,. dirigit perWilhelm Frick. Al 1932, el Gauleiter Fritz Sauckel va esdevenir primer ministre d'Estat del govern de l'estat.
Després de la presa del poder a Adolf Hitler a principis de 1933, es va produir el Gleichschaltung dels estats. Els primers camps de custòdia de protecció a Nohra i Bad Sulza van ser creats per perseguir als opositors polítics. Malgrat la persecució de l'aparell nazi, la resistència a la regla nazi es va desenvolupar en diversos graus. L'exprimer ministre Fritz Sauckel va ser Reichsstatthalter i el seu successor va ser Willy Marschler (NSDAP). Per la Llei de la reorganització de l'imperi de 30 de gener de 1934, l'estat de Turíngia va perdre la seva condició d'Estat. La capital de l'estat de Weimar es va expandir per convertir-se en la capital d'un Gau. El Gau de Turíngia també va incloure la Regió d'Erfurt i l'antic senyoriu de Schmalkalden, que també es van unir administrativament en 1944 a Turíngia. El 1937 es va crear el camp de concentració de Buchenwald a prop de Weimar. El 1943, el camp de concentració Dora-Mittelbau va ser incorporat a la regió prussiana d'Erfurt (inicialment com a subcamp de Buchenwald i des de 1944 com a camp independent).
Durant la Segona Guerra Mundial, Turíngia va ser menys afectada que altres àrees d'Alemanya pels bombardejos aliats. Gairebé van ser destruïdes completament les ciutats de Nordhausen, que pertanyia llavors a Prússia com Erfurt (a causa del camp de concentració local i l'operació d'armament Mittelbau-Dora) i Creuzburg (d'estratègia important per travessar el Werra); Es van produir danys importants, entre d'altres, a Jena i Gera. Erfurt va ser destruït en un 10% aproximadament.
L'1 d'abril de 1944, Adolf Hitler va fer una primera ordenança que va suprimir la província de Hessen-Nassau, va erigir la Regió de Kassel a província de Kurhessen, va erigir la Regió de Wiesbaden a província de Nassau i va incorporar el districte de Schmalkalden a la Regió d'Erfurt de la província de Saxònia.

Territori al 1952 dins de la RDA

Però el mateix dia va prendre un segon ordre en que va suprimir la província de Saxònia. Va erigir la Regió de Magdeburg a la província de Magdeburg, va erigir la Regió de Merseburg a província de Halle-Merseburg i va incorporar el la Regió d'Erfurt a l'Estat de Turíngia.
A finals de març de 1945, els Aliats occidentals es van apropar a Turíngia. Malgrat el final proper de la guerra, els oficials nazis van ordenar que el territori fos defensat a l'últim home. Com a conseqüència, l'1 d'abril, entre Treffurt i Gerstungen, hi va haver combats entre el Volkssturm, les Joventuts Hitlerianes i tropes frontereres contra les tropes nord-americanes que es s'aproximaven. Es van produir unes 350 víctimes i van destruir al voltant del 85% de la petita ciutat de Creuzburg. Així va començar la captura de Turíngia. Al cap de dues setmanes, tot l'estat estava ocupat pels nord-americans.
A causa dels acords aliats de Ialta, l'estat de Turíngia va ser, a excepció de l'enclavament Ostheim vor der Rhön ocupat per tropes soviètiques. El país, ara part de la Zona d'ocupació soviètica (SBZ), va ser ampliat a 15.585 km² pel regió prussiana d'Erfurt, i va rebre una nova constitució. La comunitat Ostheim vor der Rhön va ser unida a Baviera.
El parlament de Turíngia va ser elegit el 1946 en unes eleccions estatals semi-lliures. Amb la reorganització de la RDA en districtes, el país va perdre la seva funció el 1952. El 1958 va ser finalment dissolt. El territori de l'estat va passar els districtes d'Erfurt, Gera i Suhl.